# هاینریش هفتم

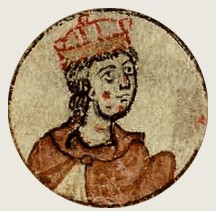
تصویری قرون وسطایی از هاینریش هفتم

هاینریش هفتم(به آلمانی: Heinrich VII)(زادهٔ پیرامون ۱۲۷۵- مرگ ۲۴ اوت ۱۳۱۳) پادشاه آلمان (از ۱۳۰۸ میلادی) و امپراتور مقدس روم (از ۱۳۱۲) بود.
با مرگ آلبرشت یکم دولت فرانسه کوشید تا شارل والوا را از سوی امرای انتخاباتی به عنوان پادشاه تازه برگزیده‌سازد. پاپ کلمنت پنجم نیز تبار فرانسوی داشت و این اقدام پادشاهی آلمان را در خاندان سلطنتی فرانسه می‌انداخت. از این رو هاینریش هفتم به شاهی برگزیده‌شد و در آخن تاج بر سر نهاد تا از پیشروی فرانسه جلوگیری شود.
هاینریش هفتم نخستین امپراتور از دودمان لوکزامبورگ بود. وی توانست به قدرت امپراتوری در ایتالیا جانی دوباره بخشد. او الهام‌بخش دینو کومپانی و دانته آلیگیری بود. مرگ نابه‌هنگام هانیریش بر اثر مالاریا اقدامات وی را خنثی نمود.